# Maxim Vasilioglo
Maxim Vasilioglo (ur. 1 lipca 1995) – rumuński zapaśnik walczący w stylu wolnym. Zajął trzynaste miejsce na mistrzostwach świata w 2021 roku. 
Siódmy na mistrzostwach Europy w 2023. Dziesiąty w indywidualnym Pucharze Świata w 2020. Ósmy na igrzyskach europejskich w 2019. Wygrał igrzyska frankofońskie w 2023. Drugi na MŚ U-23 w 2018 roku.